# 和鸞
和鸞（15世紀—15世紀），字廷瑞，山西太原府平定州人，明朝政治人物。

## 生平
和鸞是天順三年（1459年）的舉人，授徐州知州，為人剛介自持，有事不會遷就，上級最初不悅，後來卻敬佩信服他，軍衛人員赴州上訴都得平反，八年內深得民心；陞襄陽知府，弘治三年（1490年）改調德安知府，當時朝廷為岐王朱祐棆在德安興建王府府邸，命令湖廣守臣經營，而守臣打算徵用學地興建，在他力爭下只取用一半學地建邸，而學廟則徙往舊址西面，未竣工他就因為父母去世離任，後入祀名宦祠。

## 引用
1. 1 2  光緒《平定州志·卷七·選舉》：明舉人……和鸞 天順三年己卯科，德安府知府
2. ↑  同治《徐州府志·卷二十一下·宦績傳》：和鸞，字廷瑞，山西平定人，成化中知徐州，性鯁介廉儉自持，遇事不為遷就，監司初不悅，久之轉加敬信，軍衛事赴訴者皆獲平反，在任八年深得民心，遷襄陽守去，祀名宦。
3. ↑  《古今圖書集成·明倫彙編·氏族典·卷二百十六》：和鸞 按《萬姓統譜》：「鸞，字廷瑞，山西平定人。由舉人成化十一年任徐州知州。性梗介，以廉慎自持，以儉約臨民，不阿上，不虐下。在治八年，深得民心。陞湖廣襄陽府知府。」
4. ↑  光緒《德安府志·卷十·職官下》：和鸞，平定人，宏治三年知府事，時建岐王邸於德安，命湖廣守臣經營，欲益以學地，鸞力爭之廟不得毀，而學地割者半，鸞乃徙舊址之西，工未就以憂去，崇祀名宦。 安陸沈志，楊春《學校碑記》修